# Глазма
Глазма (англ. glasma, от glass «стекло» + plasma) — одно из состояний материи: состояние адронного поля, предшествующее при столкновениях в ускорительных экспериментах кварк-глюонной плазме. Считается, что в эволюции Вселенной состояние глазмы предшествовало кварк-глюонной плазме, которая существовала в первые миллионные доли секунды сразу после Большого взрыва.
Глазма является особенностью теоретической модели «конденсата цветового стекла» — подхода к описанию сильного взаимодействия в условиях высоких плотностей.
Состоит из цветных токовых трубок. Также «конденсатом цветового стекла» называется состояние материи, предшествующее глазме.

## Описание
Глазма образуется при столкновении адронов друг с другом (например, протонов с протонами, ионов с ионами, ионов с протонами), при этом столкновение должно происходить на скоростях, близких к скорости света. В результате удара образуется плотная система нелинейных связанных полей — глазма. В состоянии глазмы глюонные силовые поля натягиваются между двумя пролетевшими ядрами в виде длинных продольных трубок. Время существования глазмы — несколько йоктосекунд (10−24 секунды). Глазма термализуется, то есть разрушается, порождая множество хаотично движущихся кварков, антикварков и глюонов — кварк-глюонную плазму.
В настоящее время основные данные о поведении глазмы поступают с Большого адронного коллайдера. На нём теорию существования глазмы подтверждает скоррелированность разлёта частиц, образующихся после столкновения ядер свинца и протонов. До экспериментов, проводившихся в 2012 году, считалось, что глазма возникает только при столкновении адронов одной природы и размера.
На 2012 год учёные могут только описать происходящее, но не объяснить его.
Раджу Венугопалан, один из руководителей группы Брукхейвенской национальной лаборатории, которая предсказала существование глазмы, предполагает, что за её свойствами стоит квантовая запутанность глюонов.